# 蓋特魯姆峰

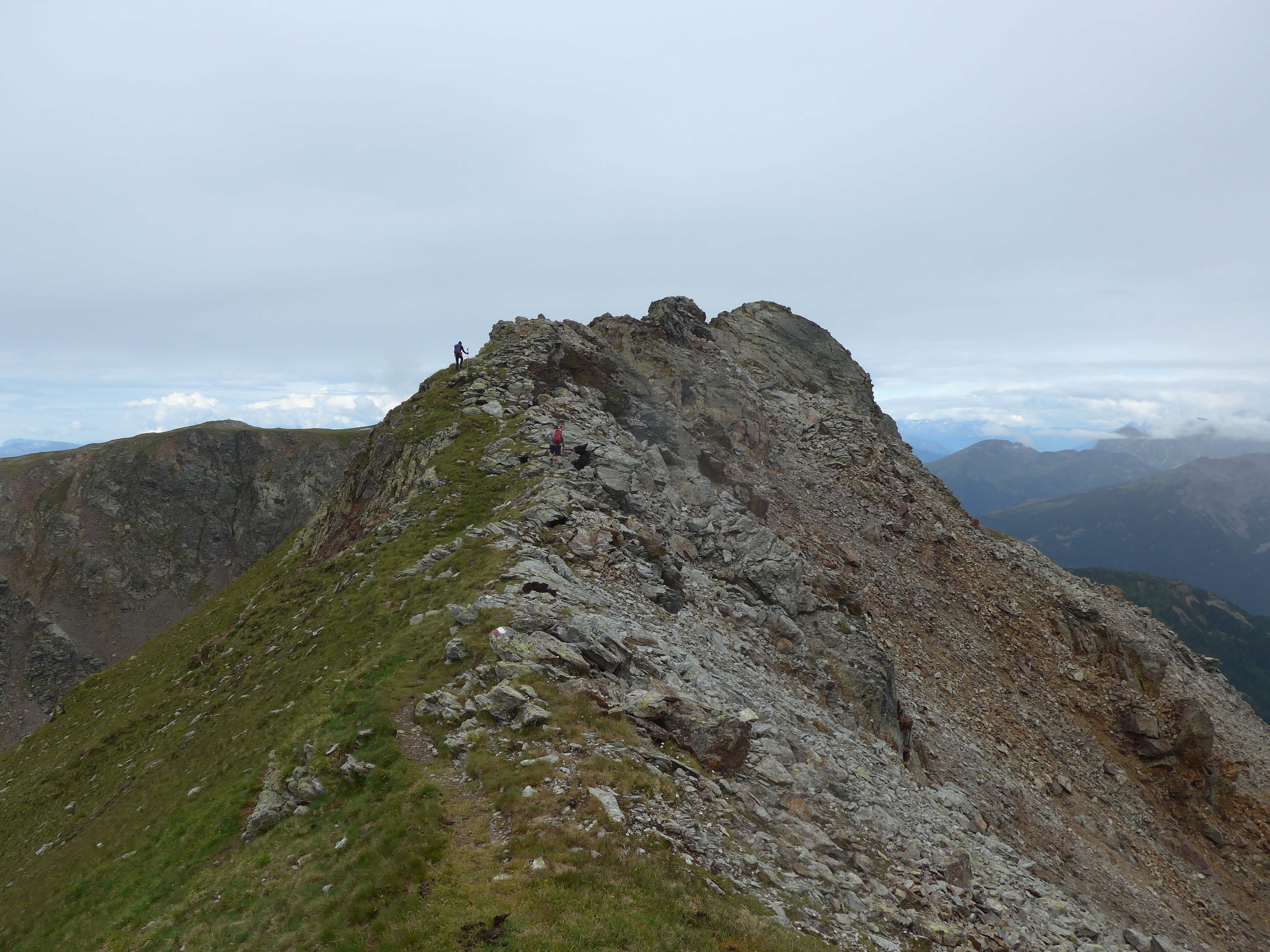

46°42′41″N 11°28′36″E / 46.71137°N 11.47676°E
蓋特魯姆峰（德語：Getrumspitze），是意大利的山峰，位於該國東北部，由博爾扎諾-南蒂羅爾自治省負責管轄，屬於萨恩塔尔山脉的一部分，距離普蘭肯山0.3公里，海拔高度2,588米。